# Джаспер (округ, Джорджия)
Джа́спер (англ. Jasper County) — округ штата Джорджия, США. Население округа на 2000 год составляло 11426 человек. Административный центр округа — город Монтиселло. Получил своё название в честь американского военнослужащего Уильяма Джаспера.

## История
Округ Джаспер основан в 1807 году.

## География
Округ занимает площадь 958.3 км2.

## Демография
Согласно Бюро переписи населения США, в округе Джаспер в 2000 году проживало 11426 человек. Плотность населения составляла 11.9 человек на квадратный километр.